# A Coluna da Infâmia
A Coluna da Infâmia é uma série de esculturas do artista dinamarquês Jens Galschiøt. Cada escultura é uma estátua de bronze, cobre e concreto, com oito metros de altura. Três das esculturas foram erguidas de forma permanente em Hong Kong (1997), México (1999) e Brasil (2001). O escultor planeja a instalação de dez esculturas no total.

## Simbolismo
Segundo Galschiøt, essas esculturas têm de funcionar como um lembrete na história e contar sobre um acontecimento vergonhoso que nunca pode se repetir. Elas são constituídas de dúzias de corpos humanos torcidos em uma forma de obelisco. Fragmentos de raízes orgânicas e répteis são entrelaçados com os corpos humanos e simbolizam a destruição, a desvalorização e a falta de respeito com o indivíduo. A cor preta simboliza o luto e a perda. As esculturas representam as vítimas e exprimem a dor e o desespero delas. É usada como um memorial dos acontecimentos em lembrança dos quais ela foi erguida.

## A Coluna da Infâmia em Hong Kong
A Coluna da Infâmia, em Hong Kong, é produzida em concreto. Em primeiro lugar, ela foi instalada no Victoria Park em junho de 1997, para marcar o aniversário de oito anos do massacre da Praça da Paz Celestial em Pequim em 1989. A estátua representa 50 pessoas contorcidas e raladas. Ela simboliza as pessoas que morreram quando o Governo Chinês reprimiu duramente os estudantes que tinham ocupado a Praça da Paz Celestial. Fragmentos da história e fotos do massacre foram gravadas em placas de bronze na superfície inferior da estátua. Em outras placas, as palavras Massacre da Praça da Paz Celestial, 4 de junho de 1989 e Os velhos não podem matar os jovens para sempre foram gravadas em inglês e em chinês.

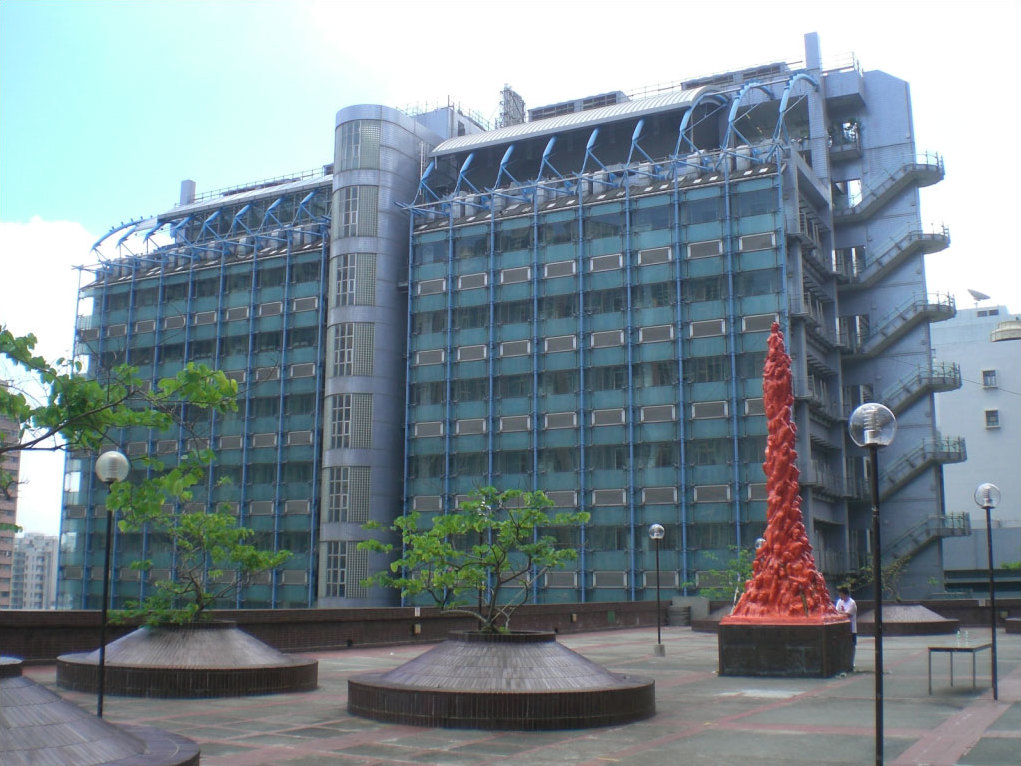
A Coluna da Infâmia o pódio do edifício Haking Wong da Universidade de Hong Kong. Ativistas de direitos humanos da China pintaram a escultura de laranja em apoio ao projeto The Color Orange.

A Coluna da Infâmia foi instalada pela primeira vez durante as comemorações dos oito anos do massacre no dia 4 de junho de 1997 no Victoria Park. Mais de 50 mil chineses participaram do evento. Durante o evento, estudantes subiram no palco e propuseram que a Coluna da Infâmia fosse instalada na Universidade de Hong Kong. No entanto, eles não tinham um acordo com a direção da universidade. Depois de um longo e violento confronto com a polícia e controvérsias com a direção da universidade, às três horas da madrugada, os estudantes conseguiram mover a escultura de duas toneladas para o pódio do edifício Haking Wong da Universidade de Hong Kong.
Durante os meses seguintes, a coluna foi exibida nas seguintes universidades:
- Universidade de Hong Kong ,a partir do dia 28 de setembro de 1997
- Lingnan College, a partir do dia 2 de novembro de 1997
- Hong Kong Baptist University, a partir de dia 29 de novembro de 1997
- Hong Kong University of Science and Technology, a partir do dia 23 de janeiro de 1998
- Hong Kong Polytechnic University, a partir do primeiro de março de 1998
- City University of Hong Kong, a partir de dia 29 de março de 1998

No dia 31 de maio de 1998, no nono aniversário do massacre da Praça da Paz Celestial, a escultura foi movida temporariamente de volta para Victoria Park, onde o movimento democrático chinês estabeleceu uma guarda de honra em torno da coluna. Cedo de manhã, a escultura foi atacada por um artista chinês que jogou dois baldes de tinta vermelha nela. O artista que jogou a tinta já tinha pintado outras esculturas de vermelho na Ásia.
Em setembro de 1998, The Hong Kong University Students Union (HKUSU) votou a proposta de a Coluna da Infâmia permanecer definitivamente na Universidade de Hong Kong. A proposta dos estudantes foi implementada, com 1629 dos 2190 votos a favor. A escultura foi movida de volta ao Haking Wong Podium no dia 3 de dezembro de 1998. Ela voltou a ser exposta para a celebração do décimo aniversário do massacre em 1999 no Victoria Park, onde uma guarda de honra ficou a protegendo. Sem a autorização das autoridades, a Coluna da Infâmia foi reinstalada no pódio Haking Wong depois da celebração, onde ela continua exibida como um tributo silencioso aos estudantes que foram assassinados em Pequim no dia 4 de junho de 1989.
No dia 30 de abril de 2008, a Coluna da Infâmia foi pintada de laranja como parte do projeto The Color Orange, iniciado durante os jogos olímpicos de 2008, para conscientizar sobre as violações dos direitos humanos na China. Na mesma ocasião, Galschiøt teve negada a entrada em Hong Kong, para onde ele tinha sido convidado para ajudar a pintar a escultura. No entanto, o grupo The Hong Kong Alliance pintou a escultura sozinho.

## A Coluna da Infâmia no México
A segunda Coluna da Infâmia foi erguida em 1999 no México em colaboração com o Congresso Nacional Indígena. Ela foi erguida temporariamente em frente ao palácio presidencial na mais importante praça da Cidade do México, a Praça da Constituição, no meio de uma manifestação de primeiro de maio com mais de 500 mil participantes. A Coluna da Infâmia ficou erguida durante quatro dias em frente ao parlamento como um protesto contra a opressão do governo contra o povo nativo. Em seguida, a Coluna da Infâmia foi movida 2 mil quilômetros até o seu local de permanência, na entrada do vilarejo Acteal em Chiapas, onde 45 nativos desarmados foram abatidos por um grupo paramilitar no dia 22 de dezembro de 1997. A instalação da escultura foi feita em cooperação com as vítimas locais e foi seguida por milhares de índios. Depois da instalação, o Galschiøt foi detido pela polícia militar e expulso do México, apesar da petição feita na Cidade do México contra a sua expulsão.
A escultura serve como um memorial do Massacre de Acteal e uma grande cerimônia é feita no seu aniversário, no dia 22 de dezembro, onde flores são deixadas em volta da escultura.
No dia 22 de dezembro de 2003, no sexto aniversário do massacre, uma placa de bronze inscrita no idioma local, o Tsotsil, foi colocada na escultura. A placa era uma doação de uma ONG dinamarquesa para os moradores de Acteal. Já havia placas com textos em espanhol e em inglês na escultura, mas também eram idiomas que muitos nativos não entendiam. A instalação das placas em Tsotsil foi uma forma de ir ao encontro da crescente consciência linguística do povo nativo.

## A Coluna da Infâmia no Brasil

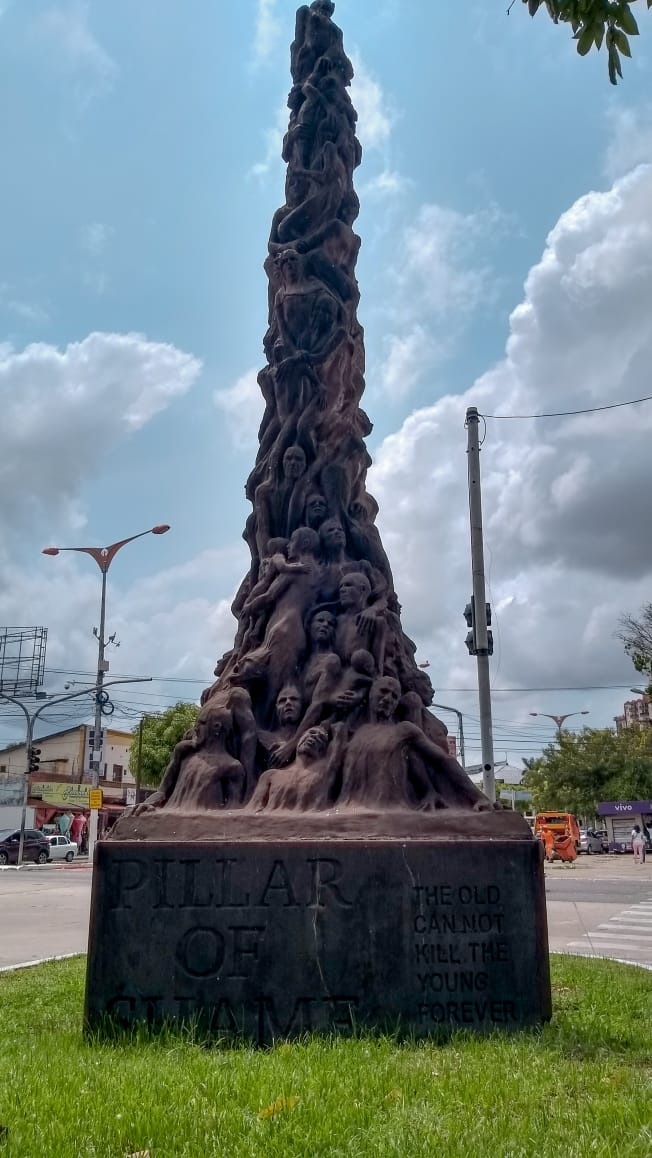
A Coluna da Infâmia fica localizada na Praça da Leitura, no bairro de São Brás. A escultura do artista dinamarquês Jens Galschiøt é uma homenagem aos mortos no Massacre de Eldorado dos Carajás. No pilar, em inglês, "Coluna da Infâmia. O antigo não poderá eternamente destruir o novo. Contra a impunidade."

A Coluna da Infâmia chegou ao Rio de Janeiro no dia 9 de abril de 2000. No dia 17 de abril, foi erguida em frente ao parlamento brasileiro, na Praça dos Três Poderes, na capital Brasília. A escultura foi instalada temporariamente em memória dos 19 sem-terra que foram mortos pela polícia militar no estado do Pará, no norte do país, no dia 17 de abril de 1996. A instalação da escultura aconteceu em colaboração com o Movimento dos Sem-Terra e congressistas da oposição. Durante dois dias, ela ergueu-se como uma acusação direta contra os três poderes (o governo, o parlamento e o tribunal supremo), que eram vistos como responsáveis pela injustiça e a impunidade no país. A Coluna da Infâmia foi erguida apesar de muita resistência do bloco da direita e partes do governo. O ministro da justiça havia declarado que a escultura nunca seria instalada em frente ao parlamento brasileiro.
No dia primeiro de maio, a Coluna da Infâmia, doada por Galschiøt à prefeitura de Belém, foi instalada na capital do Estado do Pará, onde ocorreu o Massacre de Eldorado dos Carajás, no sul do estado. O fato ocorreu quando 1.500 sem-terra que estavam acampados na região decidiram fazer uma marcha em protesto contra a demora da desapropriação de terras, principalmente as terras da Fazenda Macaxeira. A Polícia Militar foi encarregada de tirá-los do local, porque estariam obstruindo a rodovia BR-155, que liga a capital do estado Belém ao sul do Estado. Durante a tarde de 17 de abril de 1996, as negociações transformaram-se em confronto, deixando 69 camponeses feridos ou mutilados e levando 19 à morte. 
O episódio chocou o mundo, inclusive pela impunidade que o acompanhou, e tornou-se símbolo do padrão recorrente de violações de direitos humanos e injustiças cometidas contra camponeses, trabalhadores rurais, povos indígenas e populações tradicionais como quilombolas, pescadores e ribeirinhos.
A escultura foi instalada poucos dias depois de ocorrerem violentos confrontos entre manifestantes contra a impunidade e a polícia. Na inauguração, o prefeito Edmilson Rodrigues declarou que "a Coluna da Infâmia é um símbolo contra a repressão, contra a violência que requer vidas, que nega ao ser humano seus direitos. Mas é, sobretudo, uma prova de amor e de solidariedade com o nosso povo. Apesar da resistência das elites, cumprimos com o nosso compromisso e colocamos a Coluna da Infâmia em uma praça, que foi ocupada pelo MST em umas das ações que fizeram contra a impunidade aqui na capital. Ocuparam a Praça da Leitura, com as suas tendas e redes e trocaram o nome da praça para 'Praça dos mártires do 17 de abril'. Assim, não só aceitamos a escultura, más pensamos que este é o melhor lugar para colocá-la."

## Galeria

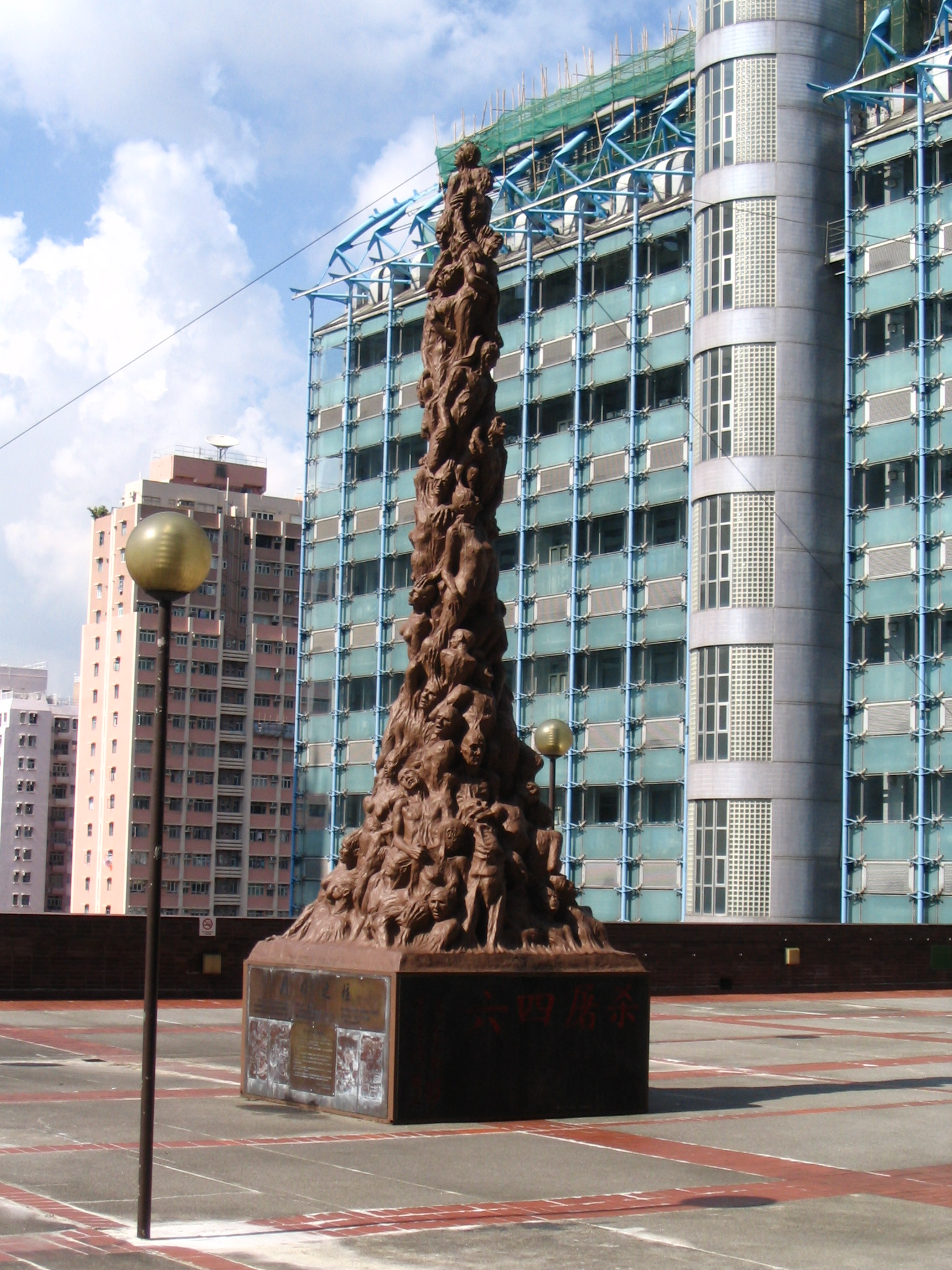
A Coluna da Infâmia original, em Hong Kong
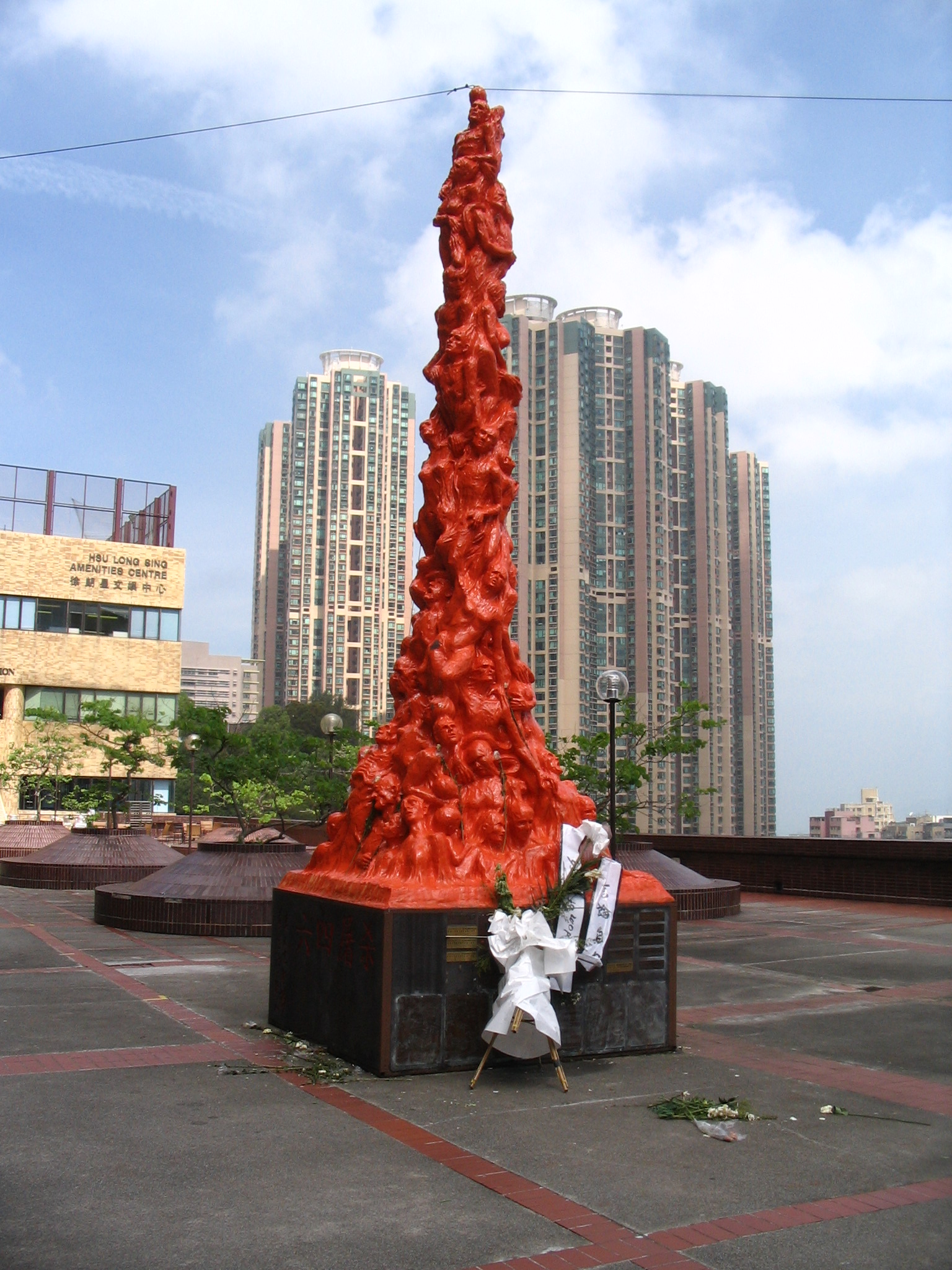
A Coluna da Infâmia em cor laranja
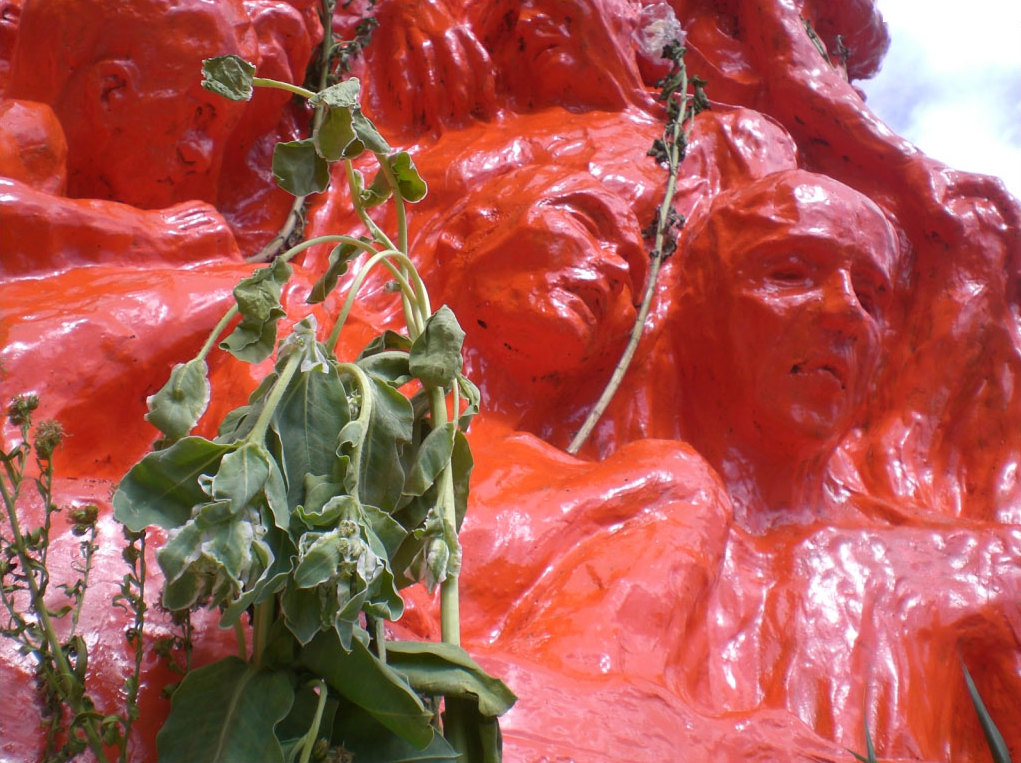
Detalhe da coluna
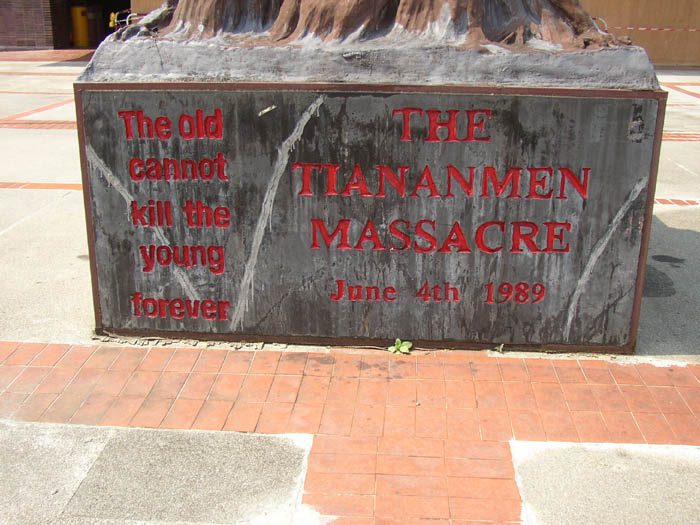
Inscrições na base da coluna (em Inglês)
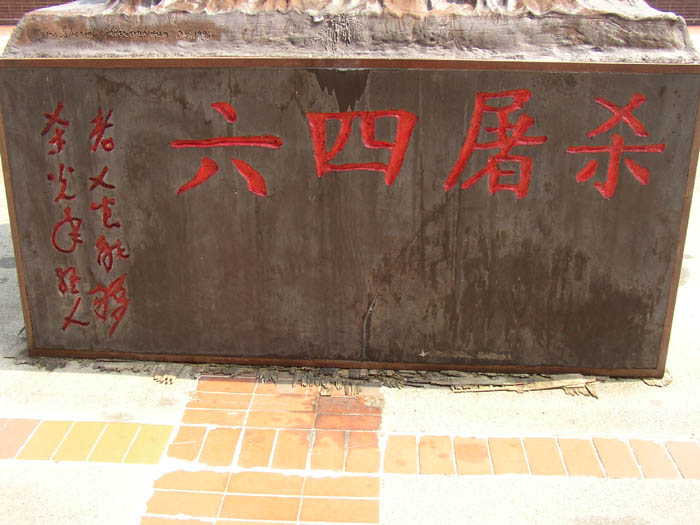
Inscrições na base da coluna (em Chinês)
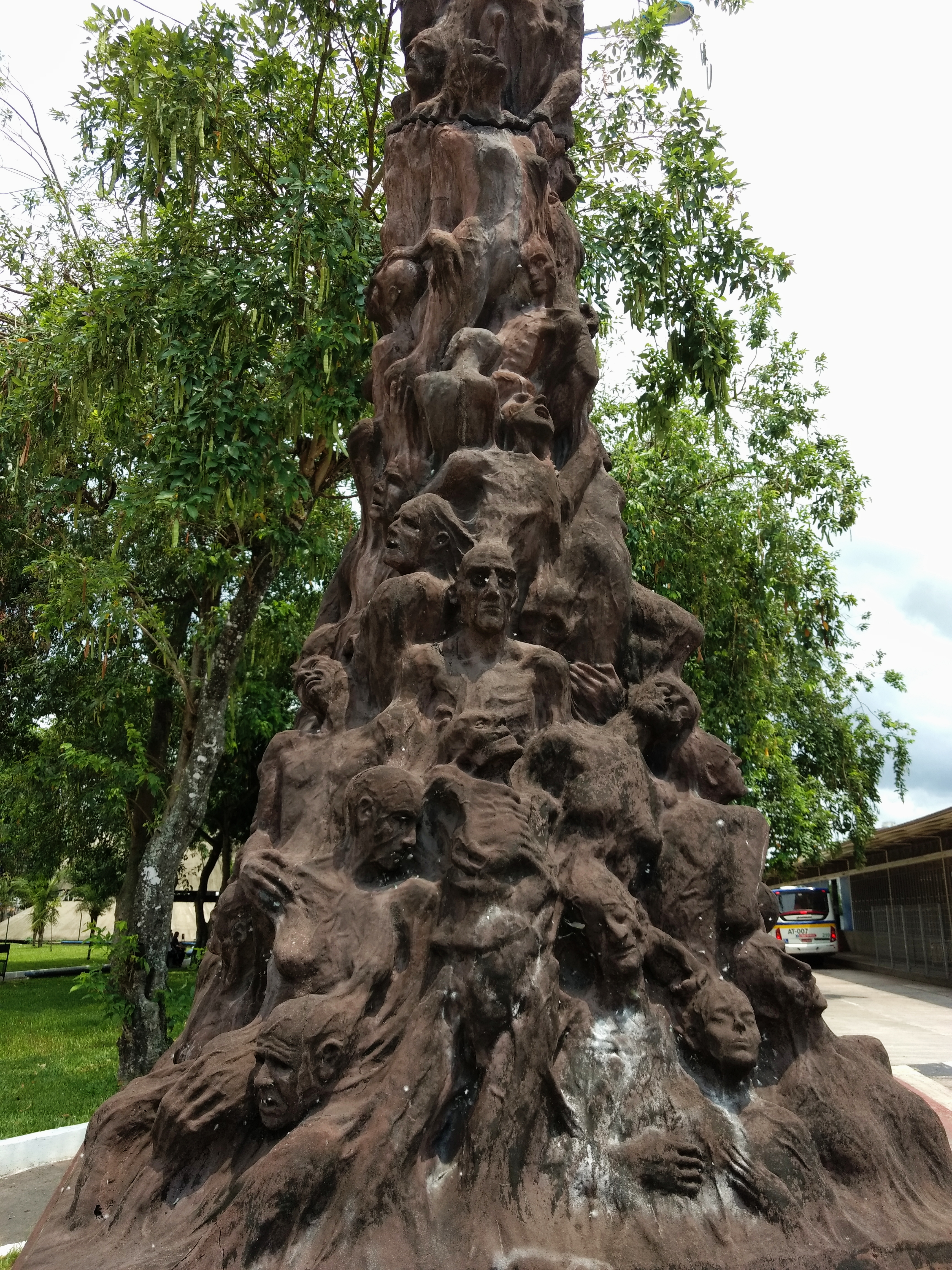
A Coluna da Infâmia no Brasil, em Belém do Pará
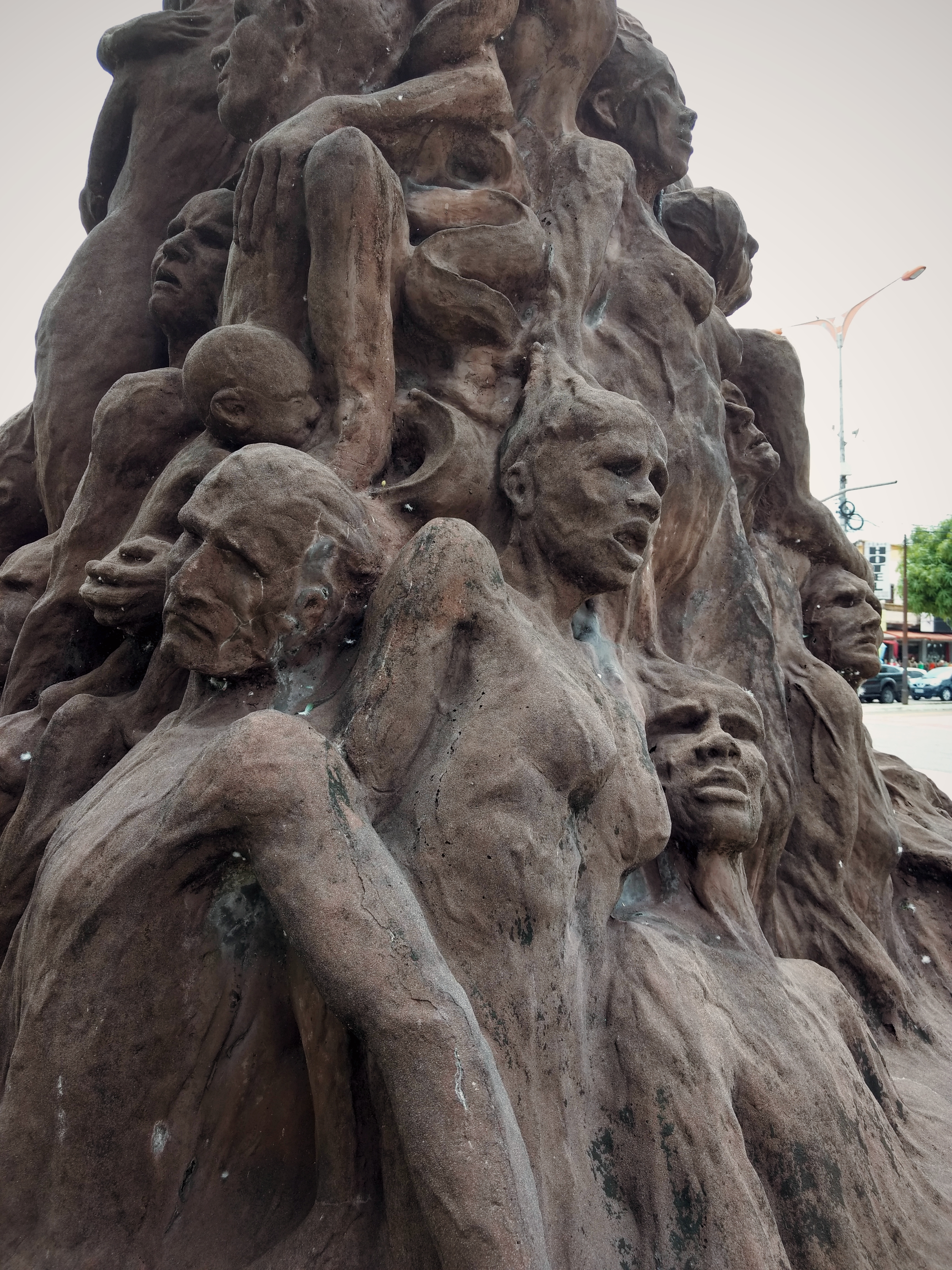
Detalhes da Coluna da Infâmia no Brasil